# آتسوکو یویا
آتسوکو یویا (انگلیسی: Atsuko Yuya; ۱ سپتامبر ۱۹۶۸) صداپیشه، و بازیگر اهل ژاپن بود.
از فیلم‌ها یا برنامه‌های تلویزیونی که وی در آن نقش داشته‌است می‌توان به مهاجمان توکیو اشاره کرد.